# Nahr ez-Zarqa
Le Jabok ou Yabboq (de l'hébreu : יבוק), actuellement en arabe : Nahr ez-Zarqa  نهر الزرقاء  (« rivière bleue »), est une rivière à l'est du fleuve Jourdain, dans l'actuelle Jordanie.

## Géographie
Les eaux de la rivière Zarqa, ancienne rivière Jabbok, coulent à partir d'Amman vers l'est, vers le nord puis vers l'ouest et rejoignent le Jourdain. Elles comportent deux branches, celle de l'Amman-Zarqa et celle du Wadi Dhuliel.
La rivière Zarqa est régularisée par un barrage, le barrage King Talal, installé à l'initiative de la Jordan Valley Authority (instance gouvernementale jordanienne) dans les années 1970.

## Histoire
Des mentions du Jabbok sont fréquentes dans le Tanakh et l'Ancien Testament. C'est au passage du gué du Jabbok qu'est attaché l'épisode biblique de la lutte de Jacob avec l'ange (Genèse 32:23-32). Le Yabboq est également mentionné comme frontière dans les livres bibliques : le territoire de Sihôn est décrit comme s'étendant « depuis l'Arnon jusqu'au Yabboq » (Nombres 21:24).